# کارول آن فورد
کارول آن فورد (انگلیسی: Carole Ann Ford؛ زادهٔ ۱۶ ژوئن ۱۹۴۰) هنرپیشه و مربی صدا اهل بریتانیا است.
از فیلم‌ها یا برنامه‌های تلویزیونی که وی در آن نقش داشته‌است می‌توان به دکتر هو اشاره کرد.